# Герсдорф, Карл Фридрих Вильгельм фон
Карл Фридрих Вильгельм фон Герцдорф (нем. Karl Friedrich Wilhelm von Gersdorff) (1765—1829) — саксонский генерал-лейтенант, участник Наполеоновских войн.

## Биография
Карл Фридрих Вильгельм фон Герцдорф родился 16 февраля 1765 года в Глоссене, образование получил в княжеской школе Гримма и Лейпцигском и Виттенбергском университетах.
В 1785 году вступил в саксонские войска унтер-офицером, боевое крещение получил в кампаниях 1792—1797 годов против революционной Франции.
В кампании 1806 года Герцдорф участвовал в сражении при Иене, а по заключении Саксонией союза с Францией был произведён в майоры и назначен исполняющим дела начальника штаба в отряд генерала Поленца, осаждавший Данциг. В 1807 году сражался в битве при Бергфриде.
В 1809 году был произведён в генерал-майоры и назначен начальником штаба саксонского корпуса, двинутого совместно с французами, под начальством маршала Бернадотта против Австрии. За боевые отличия в эту кампанию Герцдорф был награждён орденом Почётного Легиона, назначен начальником Генерального штаба саксонской армии и принимал деятельное участие в реорганизации армии и организации обороны саксонских границ. По его настояниям и под личным его наблюдением, в 1811 году была построена крепость Торгау. 30 июня 1812 года был произведён в генерал-лейтенанты.
Во время кампаний 1812 года в России и 1813 года в Германии Герцдорф сопровождал своего короля в походах и после сражения при Люцене, возвратился в Дрезден. Создавшееся, в виду неудач Наполеона, тяжёлое положение Саксонии снова вызвало напряжённую деятельность Герцдорфа по сформированию пехотных войск, для чего он вполне использовал время Пойшвицкого перемирия.
Вернувшись к армии, Герцдорф участвовал в Битве народов под Лейпцигом и был взят в плен, по возвращении из которого был отдан под суд, по обвинению в неудачных действиях саксонских войск в этой битве, но сумел доказать свою невиновность.
Вскоре после этого Герцдорф был сделан генерал-адъютантом, а в 1817 году назначен генерал-инспектором резервных войск.
Призванный в 1821 году к реорганизации Дрезденского кадетского корпуса, Герцдорф успешно выполнил эту миссию и 16 сентября следующего года был назначен директором этого корпуса.
Умер 15 сентября 1829 года в Дрездене.
Из его сочинений наиболее известно «Введение в преподавание военной истории». Интересны также его два письма к генералу Жерару, в которых Герцдорф протестует против обвинения Наполеоном саксонских войск в малодушии под Ваграмом.